# مشجب
المشجب (الجمع: مَشَاجِب) أو شِجَابٌ أو غِدان قطعة أثاث تعلق عليها الملابس.عادة ما تكون مصنوعة من الخشب بارتفاع على الأقل 5 أقدام (1.5 متر) بطول القامة، مع قاعدة قوية لمنع السقوط، ومجموعة من أوتاد مطولة في القمة لوضع القبعات عليها.